# Аман
Аман (арап. عمان) је највећи и главни град Јордана, његов економски, политички и културни центар. Са популацијом од 4 милиона становника, Аман је највећи град у региону Левант и пети највећи град у арапском свету. Сматра се да је један од најмодернијих арапских градова и главно туристичко одредиште.
Најранији докази о насељавању Амана налазе се у неолитском локалитету званом Аин Газал, где су откривене неке од најстаријих статуа људи из 7250 године пре нове ере. Током гвозденог доба град је био познат као Амон у Краљевству Амонаца. Носио је име Филаделфија током грчког и римског периода а коначно је назван Аман током исламског периода. Већи део раног и средњег исламског периода (7—14 века) служио је као центар сиријског округа Балка. Након тога, Аман је био углавном напуштен све до краја 19. века када је Османско царство на његовом простору почело да насељава имигранте. Прво општинско веће Амана основано је 1909. године, а град се брзо развио након што је 1921. године проглашен престоницом Емирата Трансјордан. У граду су се у неколико узастопних таласа досељавале избеглице, 1948. и 1967. Палестинци, 1990. и 2003. Ирачани и од 2011. године Сиријци. Првобитно је саграђен на седам брда, али сада се у оквиру њега налази 19 брда која спајају 27 округа, којима управља општина Велики Аман на челу са својим градоначелником. Аман има релатибно брзо растућу економију.
Подручја Амана стекла су своја имена по брдина (Јабал или Вади). Источни Аман препун је археолошких локалитета на којима се често одржавају културне активности, док је западни део града модернији и служи као економско седиште. Године 2014. Аман је посетило око 2 милиона туриста, што га је чинило 93. најпосећенијим градом на свету и 5. најпосећенијим арапским градом. Аман има релативно брзо растућу економију, а проглашен је једним од најбољих градова Блиског истока, по еколошким, економским и социјално-културним факторима. Град је међу најпопуларнијим локацијама у арапском свету за мултинационалне корпорације које имају своје регионалне канцеларије, већина њих су поред Амана у Дохи и Дубаиjу.

## Етимологија
Аман је своје име добио у 13. веку када су га Амонићани назвали Абат Рабат, а термин Рабат означава главни град. Временом, термин „Рабат” се више није употребљавао и град је постао познат као Амон. Утицај нових цивилизација које су освојиле град постепено је променио назив града у Аман. У танаху град се спомиње под називом „Рабат Амон”, међутим краљ Птолемеј II Филаделф који је владао градом од 283. до 246. године пре нове ере, назвао је град Филаделфија, што на старогрчком језику означава братску љубав. Име је дато као прилог његовом надимку, Филаделфус.

## Историјат

### Стари век
Неолитско налазиште Аин Газал пронађено је на периферији Амана. Након оснивања, око 7000 год п. н. е, град се простирао на око 15 хектара, а у њему је живело 3000 људи у сеоским домаћинствима. Куће су биле правоугаоне грађевине од опеке и блата које су укључивале дневни боравак. Локалитет је откривен 1974. године док су грађевински радници радили на изградњи пута на том подручју. До 1982. године када су започели археолошки радови, већ је изграђено 600 м пута. Упркос штети, остаци Аин Газала пружили су изобиље информација о историји Амана.
Аин Газал познат је по сету малих људских статуа, које су пронађене 1983. године а направљене су од белог малтера, биле обојене, а у неким случајевима на њима су се налазиле украсне тетоваже. У 13. веку пре нове еве, Аман је био престоница Амонаца и познат као „Абат Рабат”. Аман је региону пружао неколико природних ресурса, укључујући песак и кречњак, као и продуктивни пољопривредни сектор, који је овај град учинио пожељном локацијом. Око Амана налази се Краљевски пут који је повезивао Египат са Месопотамијом, Сиријом и Анатолијом, а трговина у овом граду дала је Амонцима знатне приходе. Амонци су веровало у древно божанство звано Молоч, а археолошка истраживања у близини цивилног аеродрома у Аману открила су храм који је имао олтар и много фрагмената људских костију, које су биле запаљене, па се претпоставља да је олтар представљао ломачу.
Данас широм Амана постоји неколико остатака грађевина Амона, као што су Каср Ал-Абгд, Рујм АЛ-Лалфоуф и неки делови Цитаделе Аман. Рушевине Рујм Ал-Малфоуф састоје се од камене куле која се користила како би се осигурала заштита њиховог капитала, укључујући неколики продавнице на истоку. Град је касније освојило Асирско царство, а након тога и Ахеменидско царство.

### Антички период
Освајање Блиског истока и средње Азија од Александра Великог учврстило је утицај хеленистичке културе. Грци су основали нове градове на подручју модерног Јордана, укључујући и Аман. Птолемеј II Филаделф који је преузео Аман назвао га је Филаделфија, што на старогрчком језику означава „братску љубав”. Име је дато као прилог његовом надимку, Филаделфус. Један од најоригиналнијих споменика у Јордану, а можда и из целог хеленистичког периода на Блиском истоку налази се у ирачком селу Ал-Алмир, у долини Вади Ал-Сир, југозападно од Амана. Остаци рушевине укључују село, изоловану кућу и фонтану, а они су у лошем стању након земљотреса који је погодио регион 1962. године. Верује се д аје Каср Ал-Абд саградио Хиркан Јерусалимски који је био на челу породице Тобијад. Убрзо након што је започео изградњу, 170. године пр енове еве по повратну из војне кампање у Египту, Антиох IV освојио је Јерусалим, опљачкао благо Хиркана и решио да нападне Хиран. Кда је чуо то, Хиран је извршио самоубиство и његова палата у данашњем Аману није срушена јер нико није пружао отпор при њеном освајању. Тобијади су се борили са арапским Набатејцима двадесет година док нису изгубили данашњи Амана. Након губитка града у писаним изворима више није било информација о породици Тобијад.
Римљани су освоји већи део региона Ливента 63. године пре нове ере и започели периоди владавине који је трајао четири века. У северном модерном Јордану, грчки градови Филаделфија (Аман), Џераш, Каис, Пела и Ирбид заједно са градовима у Палестини и Сирији формирали су декаполис, градове повезане ради културе и економије. Филаделфија је постала град на потези од Акабе до Дамаска, који је саградио цар Трајан 106. године. Овај пут обезбедио је граду економски подстицај. Током касне византијске ере у 7. веку, у граду је основано неколико цркви и бискупија. Римско владање у Јордано остали је данас рушевине грађевина од којих је неколико у Аману, као што су Херкулов храм, римско позориште, Одеон и Нимфаеум. Два позоришта и Нимфаеум фонтана саграђени су за време владавине Антонина Пија око 161. године. Позориште је било велико и могло је да прими 6000 људи, налази се на северу у падини, како публици не би сметало Сунце. Североисточно од позоришта налази се мали одеон. Изграђен је отприлике у исто време кад и позориште, одеон је примао 500 људи и данас се користи за музичке концерте. Археолози претпостављају да је одеон био покривен дрвеним кровом, како би заштитио публику од временских прилика. Нимфаеум се налази југозападно од одеона и служио је као главна фонтана Филаделфије. Нимфаеум је садржао базен од 600 m², био је дубок три метра и непрекидно се пунио водом.

### Исламско доба
Тридесетих година 7. века, војска Праведног калифата освојила је регион од Византије и започела исламску еру у Леванту. Филаделфију су муслимани преименовали у Аман и она је постала део округа Јунд ал-Урдун. Велико део становништва је већ говорио арапски језик што је олакшало интеграцију у калифат, као и прелазак у ислам Под калифом Умаиад који су започели своју влас 661. године, створени су бројни замкови у пустињама као средство управљања у тим деловима модерног Јордана, од којих је неколико и данас добро очувано у Аману. Град је већ тада функционисао као административни центар. Умаиади су саградили велику палату на брду у граду, Аман цитадел, данас познату као Палата Умаиад. Аман је касније уништен због неколико земљотреса и природних катастрофа, укључујући посебно снажан земљотрес из 774. године. Три године касније, Абасиди су заузели град.
Важност града опадала је средином 8. века након штета од земљотреса, због чега је постао готово ненасељен. Ископавања археолога открила су остатке пећи из времена Абасида и Фатимида. Крајем 9. века географ ал-Јакуби је означио Аман кадо главни град Переје. Исто тако, 985. године, јерусалимски историчар ал-Мукадаси описао је Аман као главни град Переје и као град у пустињском окружењу Сирије, окружени селима и кукурузом, такође је записао да је највећи регионални извозник оваца, жита и меда. Даље, ал-Мукадаси описује Аман као „луку пустиње” у коју су одлазили арапски бедуини.
Окупација брда Цитадел од стране Краљевине Јерусалим засад се је само претпоставка. Виљем од Тира написао је 1161. године да је Филип де Мији добио дворац Ахамант за који се говори да је био у Аману и део Господарства Трансјордан. Године 1166. Филип де Мији придружуо се војном реду витезова темплара, којима је оставио већи део свог богатства, укључујући дворац Ахамант или Хаман како је названо у потврди коју је издао краљ Амалрик I Јерусалимски. До 1170. године Аман је држала династија Ајубиди. Остаци стражарске куле која је првобитно приписана крсташима, сада је преференцијално датирана у доба Ајубида. За време Ајубида, географ из Дамаска ал-Димашки написао је да је Аман део провинције ал-Карака и да су од града остале само рушевине.
Током Мамелучког султаната регион Аман је био део вилајета Балка, најјужнијег округа Мамлакат у провинцији Дамаск.  Главни град округа био је у првој половини 14. века, као и административни центар Хисбана и имао је знатно мањи гарнизон у односу на остале административне центре у Трансјорду. Године 1321. географ Абул'к Фида забележио је да је Аман древни град са плодним земљиштем окруженим пољопривредним пољима. Из нејасних мада вероватно финансијских разлога, 1356. године главни град вилајета Балка постао је Аман. Емир Сиргимиш купио је Аман у целости, а након тога у град је пребацио судове, администрацију и већину, због чега је у Аман дошла већина становника Хисбана. Такође, Сиргимиш је финансирао нове грађевинске радове у граду.
Након смрти Сиргимиша 1358. године, Аман је прешао у власништво његових потомака, све до 1395. године, када је продат Емиру Бајдамуру из Дамаска. Након тога, већи део обрадиве земље Амана продат је Емиру Судуну (умро 1396). Све чешће подела и продаја града и његовог земљиштима довело је до смањивања прихода, док је у исто време Хисбан био нови главни град Балка у 15. веку. Од тада до 1878. године Аман је био напуштен, а периодично се користио за уточиште сезонских пољопривредника који су обрађивали земљу, а такође су га насељавала бедуинска племена.
Османско царство је 1516. године припојило област Аман, али током већег дела отоманског периода ал-Салт је функционисао као политичко седиште Трансјордана. Аман је почео да губи број становника 1878. године, када се велики број мештана преселио у Османску Сирију, након што их је Руско царство раселили након руско-черкеских ратова. Године 1879. енглески путник Лауренс Олифант писао је о својој посети Аману у књизи The Land of Gilead.

### Модерно доба
До 1878. године отоманске власти успоставиле су углавном људе које се баве сеоским пословима у граду, како би обрађивали земљу. Британски извори из 1933. године указују да је око 1700 Черкеза живело у Аману, а заједница је била доста изолована. Они су склопили савезе са локалним градским и номадским заједницама и са регионалним трговцима житом, како би учврстили свој статус у новооснованом граду. Прво општино веће у Аману основано је 1909. године, а први градоначелник био је Черкез Исамел Бабук. Демографија града драстично се променила након одлуке османске владе да изгради железницу Хејаз, која је повезала Дамаск и Медину и омогућила годишње ходочашће и трговину. Због своје локације дуж железнице, Аман је претворен из малог села у велико комерцијално средиште у региону.
Прва и Друга битка за Аман биле су део Блискоисточног театра Првог светског рата и арапске побуне одигране 1981. године. Аман је имао стратешку локацију дуж железничке пруге Хејаз; његово заузимање од стране британских снага и арапске војске олакшало је напредовање Британаца према Дамаску. Другу битку добили су Британци, што је резултирало оснивањем Британског мандата у граду. Године 1921. краљ Абдулах I одрадио је Аман за главни град новостворене државе емирата Трансјордан, а касније 1950. године Краљевине Јордан. Аман је тада била престоница и привукла је имигранте из различитих области, посебно из ал-Салта, оближњег града који је у то време био највеће градско насеље источно од реке Јордан. Рани досељеници који су дошли из Палестине, а придружили су им се и други имигранти из Дамаска. Касније је Аман привукао људе из јужног дела земље, посебно из Ал Карака и Мадабуа. Тридесетих година 20. века у граду је живело око 10.000 становника.
Јордан је независност стекао 1946. године, а Аман је проглашен за главни град државе. Аман је примио многе избеглице током ратних дешавања у оближњим земљама, почев од Арапско-израелског рата 1948. године. Други талас избеглица стигао је након Шестодневног рата. Године 1970. Аман је био бојно поље током сукоба Палестинске ослободилачке организације и јорданске војске, која је 1970. године поразила Палестинце и протерала их у Либан. Први талас насељавања Амана од стране ирачких и кувајтских избеглица био је 1991. године после Заливског рата, а други се догодио 2003. године након инвазије на Ирак.
Дана 9. новембра 2005. године Ал Каида под вођством Абу Мусаба ел Заркавија изазвала је експлозије у три хотела у Аману, услед чега је страдало 60 особа, а 115 је повређено. Бомбашки напади били су на цивиле, а изазвали су велико огорчење код Јорданаца. Безбедност Јордана је у целини драматично побољшана после напада, а од тада није било већих терористичких напада. Током 2011. и касније у Аман су стигле избеглице из Сирије. Аман је био главно одредиште избеглица због сигурности и просперитета који су нудили. Током двехиљаде десетих година, град је доживео економски, културни и урбани процват. Велики раст становништва знатно је повећао потребу за новим смештајем, а нови окрузи града били су успостављени брзим темпом. Данас је Аман познат и као модеран и древни арапски град, са великим грађевинским пројектима, укључујући и хотеле.

## Географија
Аман се налази на источној обали, на висоравни, коју још називају „капија града”. У почетку град је изграђен на само седам брда. Терен Амана карактеришу његове планине. Најважнија подручја у граду названа су по по брдима или планинама на којима леже. Надморска висина подручја креће се од 700 до 1.100 м. Ал-Салт и ал-Зарка налазе се на северозападу и североистоку, Мадаба се налази на западу, а Ал-Карак и Ма'ан на југозападу и југоистоку Амана. Један од преосталих извора у Аману сада реку Зарку снабдева водом.
У Аману постоји неколико врста дрвећа, укључујући алепски бор, обични чемпрес и феничку боровицу. Град је стациониран на планинама у подручју медитеранске климе. Лета су благо топла, међутим током овог периода могу се појавити два топлотна таласа. Пролеће је кратко и топло, када температура достиже до 28 °C. Пролеће обично почиње између априла и маја и траје око месец дана. Зима обично почиње крајем новембра и траје до почетка или средине марта. Зими су температуре близу или мало испод 17 °C, а снег повремено пада једном или два пута годишње. Годишње падне у просеку око 300 мм кише, а повремено суше су честе, највише кише пада између октобра и априла. Најмање 120 дана густе магле годишње је уобичајено. Разлике у надморској висини играју главну улогу у различитим временским условима у граду: снег се може накупити у западном и северном делу Амана (просечна надморска висина од 1.000 м), а истовремено би могла да пада киша у центру града (надморска висина од 776 м).
Аман има екстремне примере микроклиме и скоро сваки округ има другачију климу. Међу мештанима познато је да су неке четврти попут северног предграђа Анбу Нсера међу најхладнијим у граду и ту се снег задржава док га у осталим нема, као нпр. четврт Марка, једна од најтоплијих у граду.
| Клима Аман                                              | Клима Аман   | Клима Аман   | Клима Аман   | Клима Аман  | Клима Аман   | Клима Аман   | Клима Аман   | Клима Аман   | Клима Аман  | Клима Аман  | Клима Аман   | Клима Аман   | Клима Аман    |
| Показатељ \ Месец                                       | .Јан.        | .Феб.        | .Мар.        | .Апр.       | .Мај.        | .Јун.        | .Јул.        | .Авг.        | .Сеп.       | .Окт.       | .Нов.        | .Дец.        | .Год.         |
| ------------------------------------------------------- | ------------ | ------------ | ------------ | ----------- | ------------ | ------------ | ------------ | ------------ | ----------- | ----------- | ------------ | ------------ | ------------- |
| Апсолутни максимум, °C (°F)                             | 23,0 (73,4)  | 27,3 (81,1)  | 32,6 (90,7)  | 37,0 (98,6) | 38,7 (101,7) | 40,6 (105,1) | 43,4 (110,1) | 43,2 (109,8) | 40,0 (104)  | 37,6 (99,7) | 31,0 (87,8)  | 27,5 (81,5)  | 43,4 (110,1)  |
| Максимум, °C (°F)                                       | 12,7 (54,9)  | 13,9 (57)    | 17,6 (63,7)  | 23,3 (73,9) | 27,9 (82,2)  | 30,9 (87,6)  | 32,5 (90,5)  | 32,7 (90,9)  | 30,8 (87,4) | 26,8 (80,2) | 20,1 (68,2)  | 14,6 (58,3)  | 23,7 (74,66)  |
| Просек, °C (°F)                                         | 8,5 (47,3)   | 9,4 (48,9)   | 12,4 (54,3)  | 17,1 (62,8) | 21,4 (70,5)  | 24,6 (76,3)  | 26,5 (79,7)  | 26,6 (79,9)  | 24,6 (76,3) | 21,0 (69,8) | 15,0 (59)    | 10,2 (50,4)  | 18,11 (64,6)  |
| Минимум, °C (°F)                                        | 4,2 (39,6)   | 4,8 (40,6)   | 7,2 (45)     | 10,9 (51,6) | 14,8 (58,6)  | 18,3 (64,9)  | 20,5 (68,9)  | 20,4 (68,7)  | 18,3 (64,9) | 15,1 (59,2) | 9,8 (49,6)   | 5,8 (42,4)   | 12,5 (54,5)   |
| Апсолутни минимум, °C (°F)                              | −4,5 (23,9)  | −4,4 (24,1)  | −3,0 (26,6)  | −3,0 (26,6) | 3,9 (39)     | 8,9 (48)     | 11,0 (51,8)  | 11,0 (51,8)  | 10,0 (50)   | 5,0 (41)    | 0,0 (32)     | −2,6 (27,3)  | −4,5 (23,9)   |
| Количина падавина, mm (in)                              | 60,6 (2,386) | 62,8 (2,472) | 34,1 (1,343) | 7,1 (0,28)  | 3,2 (0,126)  | 0,0 (0)      | 0,0 (0)      | 0,0 (0)      | 0,1 (0,004) | 7,1 (0,28)  | 23,7 (0,933) | 46,3 (1,823) | 245,0 (9,646) |
| Дани са падавинама                                      | 11,0         | 10,9         | 8,0          | 4,0         | 1,6          | 0,1          | 0,0          | 0,0          | 0,1         | 2,3         | 5,3          | 8,4          | 51,7          |
| Сунчани сати — месечни просек                           | 179,8        | 182,0        | 226,3        | 266,6       | 328,6        | 369,0        | 387,5        | 365,8        | 312,0       | 275,9       | 225,0        | 179,8        | 3.289,7       |
| Извор #1: Jordan Meteorological Department              |              |              |              |             |              |              |              |              |             |             |              |              |               |
| Извор #2: NOAA (sun 1961–1990), Pogoda.ru.net (records) |              |              |              |             |              |              |              |              |             |             |              |              |               |

| Јан | Феб | Мар | Апр | Мај | Јун | Јул | Авг | Сеп | Окт | Нов | Дец | Год |
| --- | --- | --- | --- | --- | --- | --- | --- | --- | --- | --- | --- | --- |
| 3   | 5   | 7   | 9   | 10  | 12  | 12  | 11  | 9   | 6   | 4   | 3   | 7.5 |

## Градска подела и економија
Аманом управља градско веће од 41 члана које је изабрано на непосредним изборима у четворогодишњем мандату. Сви грађани Јордана старији од 18 година имају право гласа на општинским изборима. Међутим, градоначелника поставља краљ, а не становништво. Године 1909. у Аману је основано градско веће од стране Исамела Бабука који је био први градоначелник престонице, а 1914. године основан је први градски окружни центар у Аману.   
Већа Аманска општина улаже у развој града кроз бројне иницијативе. Зелени Аман 2020 покренут је 2014. године са циљем да се град претвори у зелену метрополу до 2020. године, што је и спроведено Према званичним статистикама до 2014. године, само 2,5% Амана је пошумљено. Током 2015. године омогућене су бесплатне Вај-фај услуге у граду на 15 локација.
Јордан је подељен у дванаест административних јединица, од којих се свака назива гувернант. Гувернант у Аману дели се на девет нахија, од којих је пет подељено на округе и даље на четврти. Остале четири нахије обухватају предграђа или су подељене у села и градове.
Банкарски сектор један је од главних темеља јорданске економије. Упркос немирима и економским потешкоћама у арапском свету, које су произишле из пропадања Арапског пролећа, јордански банкарски сектор задржао је свој раст у 2014. Сектор тренутно чини 25 банака, од којих је 15 котирано на аманској берзи. Аман је основни град међународне Арапске банке, једне од највећих финансијских институција на Блиском истоку, која опслужује клијенте у више од 600 филијала у 30 земаља на пет континената. Арапска банка представља 28% аманске берзе и највиша је институција по тржишној капитализацији на берзи.
Аман је четврти најпосећенији арапски град, отприлике 1,8 милиона туриста посетило је Аман 2011. године и потрошило у граду преко 1,3 милијарде долара. Ширење међународног аеродрома Куен Алиа пример је великог улагања општине Аман у градску инфраструктуру. Недавна изградња система јавног превоза и државне железнице, као и проширење путева, имају за циљ олакшати саобраћај који генеришу милиони годишњих посетилаца града. Аман и Јордан уопште су средиште Блиског истока за медицински туризам. Јордан прима највише медицинских туриста у региону и пети је највећи на свету по том питању. Аман прима 250.000 страних пацијената годишње и на томе заради преко милијарду долара годишње.
Аман је такође пословно седиште региона. Град се непрекидно шири, највише после рата у Ираку 2003. године. Главни аеродром у Јордану, међународни аеродром Куен Алија, смештен је јужно од Амана и средиште је националног авиопревозника. Авио-компанија има седиште у округу Захран. Аман Заједно са Дохом, Катаром и Дубаиjем најчешћа су места копропрација из Уједињених Арапскх Емирата, које послују у региону Блиског истока и Северне Африке. У часопису ФДИ, Амман је изабран за град на Блиском истоку са највећим потенцијалом да буде лидер у директним страним улагањима у региону. Поред тога, неколико највећих светских инвестиционих банака има канцеларије у Аману.

## Демографија
Популација Амана достигла је 4.007.526 2015. године; град садржи око 42% укупног становништва Јордана. Има површину од 1.680 км² која даје густину насељености од око 2.380 становника по квадратном километру. Становништво Амана је експоненцијално порасло узастопним таласима имиграната и избеглица који су стизали током 20. века. Из броја од око 1.000 становника 1890. године, Аман је нарастао на око 1.000.000 становника 1990. године, пре свега као резултат имиграције, али и због великог наталитета у граду. Аман је био вековима напуштен, све док га стотине Черкеза није населило у 19. веку. Данас у Аману живи око 40.000 Черкеза. Након што је Аман 1914. године постао велико средиште железничке пруге Хејаз, многе муслиманске и хришћанске трговачке породице из Ал-Салта доселиле су се у град. Велики део становника Амана има палестинске корене (урбано или рурално порекло), а две главне демографске групе у граду данас су Арапи палестинског или јорданског порекла. Остале етничке групе чине око 2% становништва. Не постоје званичне статистике о уделу људи палестинског или јорданског порекла.
Нови доласци Јорданаца са севера и југа земље и досељеника из Палестине повећали су становништво града са 30.000 1930. на 60.000 1947. године. Око 10.000 Палестинаца, углавном из Сафеда, Хајфе и Акоа мигрирало је у град због економских прилика пре рата 1948. године. Многи имигранти из Ал-Салта из тог времена били су пореклом из Наблуса. Рат 1948. године изазвао је исељење градских муслиманских и хришћанских палестинских избеглица, углавном из Јафе, Рамла и Лода у Аман, а број становника у граду тада је нарастао на 110.000. Током окупирања западне обале Јордана током рата, многи Палестинци са тог подручја мигрирали су у Аман између 1950. и 1966. године пре него што је уследио још један масовни талас палестинских избеглица у град, током рата 1967. године. До 1970. године у Аману је живело око 550.000 становника. Још 200.000 Палестинаца стигло је у Аман после протеривања из Кувајта током Заливског рата 1991. године. Неколико великих палестинских избегличких кампова постоје око центра Амана.
Будући да Аману недостаје дубоко укорењено домаће становништво, град нема различит арапски дијалект, мада се у последње време такав дијалект који користи различите јорданске и палестинске дијалекте, формира. Деца имиграната у граду се такође све више називају „Амани“, за разлику од већине становника прве генерације који се више идентификују са својим матичним местима.
Аман има углавном сунитско становништво, а град садржи бројне џамије. Међу главнима је Велика џамија краља Абдулаха I, а саграђена је 1989. године. На џамији се налази плава мозаична купола испод које се може молити 3000 муслимана. Џамија Абу Дарвевш позната је по црно-белој боји и има архитектонски стил јединствен за Јордан, а смештена је на највишој тачки у граду. У Аману такође постоје мале религијске заједнице као што су друзи, суфизам, салафизам, маликијски мезхеб и друге. Велики број хришћана из читавог Јордана, посебно из Ал-Салта, преселио се у Аман. У близини се налази и Фухеис, који је претежно хришћански град. У Аману постоји мала јерменска католичка заједница која броји око 70 породица. Такође у граду се налазе црквени судови за питања личног статуса.

## Култура и образовање
Град Аман, подручје града (познато на арапском језику као Ал-Балад) обухвата шире градско подручје, а упркос модернизацији у њему се налази много старих објеката и улица. Ал-Балад познат је као туристичка атракција, где се налазе музиеји, древне грађевине, споменици и културна места. Ал-Балад такође садржи чувену Дугу улицу и култну пијацу.
Зграде су ограничене на четири спрата у складу са прописима општине Аман. Зграде обично имају балконе на сваком спрату, осим приземља које има предње и задње двориште. Хотели, куле и пословне зграде прекривени су каменом, пластиком или стаклом. Округ Захран на западу Амана је локација кула Јорданских капија, првих у модерном добру града. То је комерцијални и стамбени пројекат високе класе који је тренутно у изградњи. Куле су један од најпознатијих небодера у граду. У Јужној кули се налази хотел Хилтон, док су у северној кули канцеларије. Куле су одвојене подијумом на којем се налази тржни центар. Такође куле садрже барове, базене и конференцијске дворане, а цео пројекат завршен је 2018. године.
Пројекат обнове урбане општине Абдали у округу Абдали биће домаћин тржног центра, булевара, заједно са неколико хотела, комерцијалних и стамбених кула. Вредан од више од 5 милијарди америчких долара, пројекат Абдали створиће нови центар Амана и делује као главни пословни кварт у граду. Прва фаза садржала је изградњу десетак кула, на 30.000 м² налази се простор на којем су распоређени хотели, стамбени и пословних објекти.
Највећи музеј у држави је Музеј Јордана у Аману и садржи много вредних археолошких налаза. Остали музеји у граду укључују Војводски музеј, Нацоналну галерију ликовних уметности, Археолошки музеј Јордана, Дечји музеј, Меморијални музеј, Музеј аутомобила, Краљевски музеј, Музеј пророка Мухамеда, Музеј фолклора и Музеј на Универзитету Јордана.
Аман се сматра једним од најлибералнијих и западњачких градова у арапском свету. рад је постао једна од најпопуларнијих дестинација за западне емигранте и студенте који желе да живе, студирају или раде на Блиском истоку или у арапском свету уопште. Градска кулинарска сцена се много променила како би задовољила потребе људи из различитих предела. У граду поред арапских, постоје ресторани италијанске и француске кухиње. Велики тржни центри изграђени су током двехиљадитих у Аману, укључујући тржни центар Мека, Абдоун Мол, Сити Мол Ал-Барака, Тај Мол, Зара, и Абдали Мол. Улица Вакалат ("Улица агенција") прва је Аманова улица за пешаке и у њој се налази велики број брендова одеће. Подручје Свеифекс сматра се главним трговачким округом Амана. Ноћни клубови, музички барови и салони присутни су широм Амана, што мења стару слику града као конзервативне престонице. Поред широког спектра места за пиће и плес на друштвеном кругу градске вреве, Аман је домаћин културних забавних догађаја, укључујући годишњи летњи фестивал „Аман”. У граду такође постоји велики број пабова. Алкохол је широко доступан у ресторанима, баровима, ноћним клубовима и супермаркетима.  Постоје бројни ноћни клубови и барови широм града, посебно у западном Аману. Од 2011. године, у Јордану је било 77 регистрованих ноћних клубова (без барова и пабова), који су претежно смештени у главном граду. Године 2009. у Аману су биле регистроване 222 продавнице пића. Данијел Пергамент из Њујорк Тајмса описала је кухињу Амана као производ неколико кухиња региона, „поврћа Либана, фалафели Сирије и ћевапа Египта”.
Аман је седиште фудбалских клубова као што су Ел Фејсали и АЛ Вихдат. Град је био домаћин ФИФА купа за женски фудбал У-17 2016. године, заједно са Ирбидом и Зарком. У граду је одржавао Азијског првенство 2007. године и више светских првенстава у крос-спортовима. Такође, овде се налази Јордански рели, који је део Светског рели шампионата, једног од највећих спортских догађаја икада одржаних у Јордану. Аман је дом све већег броја страних спортова, попут скејтбординга и рагбија који има два тима са седиштем у граду. Немачка непрофитна организација Make Life Skate Life изградила је бетонски скејтпарк у граду површине 650 m², који је смештен у парку Самир Рифај у центру града.
Већина јорданских радио станица је смештена у Аману. Прва радио станица која потиче из града била је Хуна Аман 1959; углавном емитује традиционалну бедуинску музику. Године 2000. Аман Нет постала је прва приватна радио станица у држави, упркос томе што је приватно власништво над радио станицама у то време било незаконито. Након легализације приватног власништва 2002. године, створено је још неколико радио станица. Било је осам регистрованих радио станица које су се емитовале из Амана до 2007. године. 7. године. Већина станица пушта поп музику на енглеском језику, коју највише слуша млада публика.
Већина јорданских новина и информативних станица налази се у Аману. Дневне новине објављене у Амману укључују Алгхад, Ад-Дустоур, Јордан Тајмс и Ал Ра'и. Године 2011. Ал Ра'и је био рангиран на петом месту најпопуларнијих новина у арапском свету према извештају Форбса о Блиском истоку. Два најпопуларнија јорданска ТВ канала, Ро'иа ТВ и ЈРТВ, имају седиште у Аману. Поред музичке поп сцене у граду постоје бендови који имају велику публику у арапском свету. Локални бендови заједно са онима са Блиског истока окупљају се у римском позоришту током музичког фестивала Ал-Балад, који се одржава сваке године у августу. Музички жанрови локалних бендова су различити, од хеви метала, до арапског рока, џеза и репа. Многи догађаји се одржавају у Аману, укључујући догађаје спонзорисане од стране компаније Ред Бул, као што су фестивал Јераш и Ал-Балад, Амански маратон, књижевни фестивал и други.
Аман је главни регионални центар образовања. У региону Аман домаћин је највиша концентрација образовних центара у Јордану. У Аману постоји 20 универзитета. Универзитет у Јордану је највећи јавни универзитет у граду. У граду постоји 448 приватних школа које похађа 90.000 ученика.

## Саобраћај
С изузетком функционалног железничког система, град има железничку станицу као део железнице Хејаз. Аман има развијен систем јавног и приватног превоза. У Аману постоје два међународна аеродрома. Главни аеродром који служи Аман је међународни аеродром Куен Алија, који се налази око 30 км јужно од града. Много је мањи цивилни аеродром Аман, који има један терминал и служи првенствено домаћим и оближњим међународним путовањима и војсци. Међународни аеродром Куен Алија је главни међународни аеродром у Јордану, а у њега је током двехиљаде десетих година уложено 700 милиона долара и он може да превезе преко 16 милиона путника годишње. Данас се овај аеродром сматра најсавременијим аеродромом и проглашен је за „најбољи аеродром на Блиском истоку“ за 2014. и 2015. годину од стране Аеродромске службе за истраживање квалитета, водеће светске компаније.
Аман има широку путну мрежу, иако је планински терен тог подручја спречавао спајање неких главних путева, који су уместо њих повезани мостовима и тунелима. Мост Абдоун обухвата Вади Абдоун и повезује четврти округ с Абдоун округом. Сматра се једном од многих знаменитости Амана и први је закривљени спуштени мост који је изграђен у држава. Постоји осам кругова или кружних токова који се протежу и повезују западни Аман. Узастопни талас досељеника у град довео је до брзе изградње нових насеља, али Аманови капацитети за нове или проширене путеве остају ограничени и поред прилива. То је резултирало повећањем прометних гужви, посебно током лета када град посећује велики број туриста и јорданских исељеника. Године 2015. у граду је изграђена прва обилазница која има за циљ да повеже северни и јужни део града, како би се саобраћај преусмеравао изван Амана и побољшао животне услове у граду.
Град има честе аутобуске везе са другим градовима у Јордану, као и до већих градова у суседним земљама. Мештани Амана такође се служе таксијем а унутар урбаног дела постоји више аутобуских и такси линија. Такси услуге, које најчешће раде на фиксним релацијама, лако су доступне и јефтине. Две главне аутобуске и такси станице су Абдали (близу џамије краља Абдулаха, парламент и Палата правде) и централна аутобуска станица Рагхадан у близини римског позоришта у центру града. Током двехиљадесетих година у граду су направљене наменске уличне траке за аутобусе, које функционишу као део нове градске мреже за брзи транзит. Систем укључује висококвалитетне станице и станице; експресни аутобуси који могу да превозе више од 120 путника.

## Побратимљени градови
Аман је побратимљен са следећим градовима:
| - Маскат, Оман(1986) - Баку, Азбербејџан - Једах, Саудијска Арабија (1988) - Каиро, Египат (1988) - Рабат, Маркоко (1988) - Сана, Јемен (1989) - Исламабад, Пакистан (1989) - Пекинг, Кина (1990) - Анкара, Турска (1992) - Картум, Судан (1993) - Доха, Катар (1995) | - Истанбул, Турска (1997) - Сао Пауло, Бразил, (1997) - Алжир, Алжир (1998) - Букурешт, Румунија (1999) - Нуакшот, Мауританија (1999) - Тунис, Тунис (1999) - Софија, Бугарска (2000) - Бејрут, Либан (2000) - Преторија, Јужна Африка (2002) - Тегусигалпа, Хондурас (2002) - Чикаго, Сједињене Државе (2004) | - Калабрија, Италија (2005) - Сарајево, Босна и Херцеговина (2005) - Москва, Русија (2005) - Мостар, Босна и Херцеговина (2006) - Централни Гувернант, Бахреин (2006) - Бишкек, Киргистан (2006) - Сан Франциско, Сједињене Државе (2010) - Токио, Јапан (2011) - Силхет, Бангладеш - Сингапур, Сингапур (2014) - Јереван, Јерменија (2015) - Синсинати, Сједињене Државе (2015) |